# Circuito Mundial de Voleibol de Praia de 2007
O Circuito Mundial de Voleibol de Praia de 2007 foi uma série de competições internacionais de vôlei de praia organizadas pela Federação Internacional de Voleibol (FIVB). Para a edição 2007, o Circuito incluiu 12 torneios Open para ambos os naipes,  4 torneios Grand Slams para ambos os gêneros, além das edições do Campeonato Mundial de Vôlei de Praia.Na variante feminina foi cancelado o Aberto de Acapulco, este mesmo torneio também foi cancelado no masculino juntamente com o Aberto de Bali.

## Calendário

### Feminino
| Torneio                                                                                   | Ouro                                           | Prata                                        | Bronze                                         | Quarto lugar                                      |
| Aberto de Xangai Xangai, China De 3 a 6 de maio de 2007                                   | ChinaTian Jia · Wang Jie                       | NoruegaNila Håkedal · Ingrid Tørlen          | BrasilTalita Antunes · Renata Trevisan Ribeiro | BrasilLeila Barros · Ana Paula Henkel             |
| Aberto de Singapura Sentosa, Singapura De 23 a 27 de maio de 2007                         | BrasilTalita Antunes · Renata Trevisan Ribeiro | ChinaTian Jia · Wang Jie                     | ChinaXue Chen · Zhang Xi                       | BrasilLarissa França · Juliana Silva              |
| Aberto de Seul Seul, Coreia do Sul De 31 de maio a 3 de junho de 2007                     | AustráliaTamsin Barnett · Natalie Cook         | ChinaTian Jia · Wang Jie                     | BrasilLarissa França · Juliana Silva           | BrasilLeila Barros · Ana Paula Henkel             |
| Aberto de Warsaw Warsaw, Polônia De 7 a 10 de junho de 2007                               | BrasilLarissa França · Juliana Silva           | BrasilAdriana Behar · Shelda Bedê            | ChinaXue Chen · Zhang Xi                       | BrasilTalita Antunes · Renata Trevisan Ribeiro    |
| Aberto de Espinho Espinho, Portugal De 13 a 16 de junho de 2007                           | BrasilLarissa França · Juliana Silva           | AlemanhaSara Goller · Laura Ludwig           | BrasilTalita Antunes · Renata Trevisan Ribeiro | GréciaVasso Karadassiou · Vassiliki Arvaniti      |
| Grand Slam de Paris Paris, França De 20 a 24 de junho de 2007                             | Estados UnidosKerri Walsh · Misty May-Treanor  | ChinaTian Jia · Wang Jie                     | Estados UnidosRachel Wacholder · Tyra Turner   | BrasilLarissa França · Juliana Silva              |
| Grand Slam de Stavanger Stavanger, Noruega De 27 a 30 de junho de 2007                    | Estados UnidosJennifer Boss · April Ross       | ChinaTian Jia · Wang Jie                     | Estados UnidosKerri Walsh · Misty May-Treanor  | AlemanhaSara Goller · Laura Ludwig                |
| Aberto de Montreal Montreal, Canadá De 5 a 8 de julho de 2007                             | Estados UnidosKerri Walsh · Misty May-Treanor  | ChinaXue Chen · Zhang Xi                     | BrasilAdriana Behar · Shelda Bedê              | BrasilLeila Barros · Ana Paula Henkel             |
| Grand Slam de Berlim Berlim, Alemanha De 12 a 14 de julho de 2007                         | Estados UnidosKerri Walsh · Misty May-Treanor  | BrasilLarissa França · Juliana Silva         | ChinaTian Jia · Wang Jie                       | BrasilLeila Barros · Ana Paula Henkel             |
| Aberto de Marseille Marseille, França De 18 a 21 de julho de 2007                         | BrasilTalita Antunes · Renata Trevisan Ribeiro | ChinaXue Chen · Zhang Xi                     | ChinaTian Jia · Wang Jie                       | GréciaEfthalia Koutroumanidou · Maria Tsiartsiani |
| Campeonato Mundial Gstaad, Suíça De 24 a 28 de julho de 2007                              | Estados UnidosKerri Walsh · Misty May-Treanor  | ChinaTian Jia · Wang Jie                     | BrasilLarissa França · Juliana Silva           | ChinaXue Chen · Zhang Xi                          |
| Grand Slam de Klagenfurt Klagenfurt, Áustria De 2 a 4 de agosto de 2007                   | Estados UnidosKerri Walsh · Misty May-Treanor  | BrasilLarissa França · Juliana Silva         | AlemanhaSara Goller · Laura Ludwig             | ChinaXue Chen · Zhang Xi                          |
| Aberto de Kristiansand Kristiansand, Noruega De 8 a 11 de agosto de 2007                  | BrasilLarissa França · Juliana Silva           | ChinaXue Chen · Zhang Xi                     | ChinaTian Jia · Wang Jie                       | AlemanhaStephanie Pohl · Okka Rau                 |
| Aberto de Aland Aland, Finlândia De 15 a 18 de agosto de 2007                             | BrasilLarissa França · Juliana Silva           | ChinaTian Jia · Wang Jie                     | ChinaXue Chen · Zhang Xi                       | BrasilAdriana Behar · Ana Paula Henkel            |
| Aberto de São Petersburgo São Petersburgo, Rússia De 29 de agosto a 1 de setembro de 2007 | BrasilLarissa França · Juliana Silva           | Estados UnidosJennifer Boss · April Ross     | Estados UnidosElaine Youngs · Nicole Branagh   | GréciaVasso Karadassiou · Vassiliki Arvaniti      |
| Aberto de Phuket Phuket (cidade), Tailândia De 1 a 4 de novembro de 2007                  | Estados UnidosKerri Walsh · Misty May-Treanor  | Estados UnidosElaine Youngs · Nicole Branagh | ChinaTian Jia · Wang Jie                       | AlemanhaRieke Brink-Abeler · Hella Jurich         |

### Masculino
| Torneio                                                                                   | Ouro                                            | Prata                                           | Bronze                                          | Quarto lugar                                  |
| Aberto de Xangai Xangai, China De 2 a 5 de maio de 2007                                   | BrasilHarley Marques · Pedro Solberg            | BrasilMárcio Araújo · Fábio Luiz Magalhães      | Suíça Sascha Heyer · Patrick Heuscher           | RússiaDmitri Barsouk · Igor Kolodinsky        |
| Aberto de Manama Manama, Bahrein De 9 a 12 de maio de 2007                                | Países BaixosReinder Nummerdor · Richard Schuil | BrasilFranco Neto · Pedro Cunha                 | BrasilHarley Marques · Pedro Solberg            | AlemanhaJulius Brink · Christoph Dieckmann    |
| Aberto de Roseto degli Abruzzi Roseto degli Abruzzi, Itália De 24 a 27 de maio de 2007    | BrasilMárcio Araújo · Fábio Luiz Magalhães      | BrasilRicardo Alex Santos · Emanuel Rego        | RússiaDmitri Barsouk · Igor Kolodinsky          | EspanhaPablo Herrera · Raúl Mesa              |
| Aberto de Zagreb Zagreb, Croácia De 7 a 10 de junho de 2007                               | EstóniaKristjan Kais · Rivo Vesik               | Suíça Sascha Heyer · Patrick Heuscher           | RússiaDmitri Barsouk · Igor Kolodinsky          | AustráliaAndrew Schacht · Joshua Slack        |
| Aberto de Espinho Espinho, Portugal De 14 a 17 de junho de 2007                           | BrasilRicardo Alex Santos · Emanuel Rego        | BrasilFranco Neto · Pedro Cunha                 | BrasilMárcio Araújo · Fábio Luiz Magalhães      | BrasilHarley Marques · Pedro Solberg          |
| Grand Slam de Paris Paris, França De 21 a 24 de junho de 2007                             | BrasilRicardo Alex Santos · Emanuel Rego        | BrasilFranco Neto · Pedro Cunha                 | Estados UnidosMichael Lambert · Stein Metzger   | AlemanhaJulius Brink · Christoph Dieckmann    |
| Grand Slam de Stavanger Stavanger, Noruega De 28 de junho a 1 de julho de 2007            | BrasilMárcio Araújo · Fábio Luiz Magalhães      | Países BaixosReinder Nummerdor · Richard Schuil | ChinaXu Linyin · Wu Penggen                     | RússiaDmitri Barsouk · Igor Kolodinsky        |
| Aberto de Montreal Montreal, Canadá De 5 a 8 de julho de 2007                             | BrasilRicardo Alex Santos · Emanuel Rego        | AustráliaAndrew Schacht · Joshua Slack          | BrasilHarley Marques · Pedro Solberg            | Países BaixosJochem de Gruijter · Gijs Ronnes |
| Grand Slam de Berlim Berlim, Alemanha De 12 a 15 de julho de 2007                         | BrasilMárcio Araújo · Fábio Luiz Magalhães      | AlemanhaDavid Klemperer · Eric Koreng           | Estados UnidosTodd Rogers · Phil Dalhausser     | AlemanhaJulius Brink · Christoph Dieckmann    |
| Aberto de Marseille Marseille, França De 19 a 22 de julho de 2007                         | BrasilFranco Neto · Pedro Cunha                 | ArgentinaMariano Baracetti · Martín Conde       | RússiaDmitri Barsouk · Igor Kolodinsky          | JapãoKentaro Asahi · Katsuhiro Shiratori      |
| Campeonato Mundial Gstaad, Suíça De 24 a 29 de julho de 2007                              | Estados UnidosTodd Rogers · Phil Dalhausser     | RússiaDmitri Barsouk · Igor Kolodinsky          | AustráliaAndrew Schacht · Joshua Slack          | BrasilRicardo Alex Santos · Emanuel Rego      |
| Grand Slam de Klagenfurt Klagenfurt, Áustria De 2 a 5 de agosto de 2007                   | BrasilRicardo Alex Santos · Emanuel Rego        | AlemanhaDavid Klemperer · Eric Koreng           | Países BaixosReinder Nummerdor · Richard Schuil | BrasilMárcio Araújo · Fábio Luiz Magalhães    |
| Aberto de Kristiansand Kristiansand, Noruega De 9 a 12 de agosto de 2007                  | BrasilRicardo Alex Santos · Emanuel Rego        | AlemanhaJonas Reckermann · Mischa Urbatzka      | BrasilMárcio Araújo · Fábio Luiz Magalhães      | RússiaDmitri Barsouk · Igor Kolodinsky        |
| Aberto de Aland Aland, Finlândia De 16 a 19 de agosto de 2007                             | BrasilHarley Marques · Pedro Solberg            | AlemanhaJonas Reckermann · Mischa Urbatzka      | ÁustriaFlorian Gosch · Alexander Horst          | NoruegaJørre Kjemperud · Tarjei Skarlund      |
| Aberto de São Petersburgo São Petersburgo, Rússia De 30 de agosto a 2 de setembro de 2007 | BrasilHarley Marques · Pedro Solberg            | RússiaDmitri Barsouk · Igor Kolodinsky          | BrasilMárcio Araújo · Fábio Luiz Magalhães      | BrasilFranco Neto · Pedro Cunha               |
| Aberto de Stare Jabłonki Stare Jabłonki, Polônia De 6 a 9 de setembro de 2007             | BrasilRicardo Alex Santos · Emanuel Rego        | ArgentinaMariano Baracetti · Martín Conde       | BrasilMárcio Araújo · Fábio Luiz Magalhães      | BrasilFranco Neto · Pedro Cunha               |
| Aberto de Fortaleza Fortaleza, Brasil De 27 a 30 de setembro de 2007                      | BrasilRicardo Alex Santos · Emanuel Rego        | Estados UnidosTodd Rogers · Phil Dalhausser     | BrasilMárcio Araújo · Fábio Luiz Magalhães      | Suíça Martin Laciga · Jan Schnider            |

## Quadro de medalhas
| Ordem | País           | Medalha de ouro | Medalha de prata | Medalha de bronze | Total |
| ----- | -------------- | --------------- | ---------------- | ----------------- | ----- |
| 1.    | Brasil         | 21              | 9                | 12                | 42    |
| 2.    | Estados Unidos | 9               | 3                | 6                 | 18    |
| 3.    | China          | 1               | 9                | 8                 | 18    |
| 4.    | Austrália      | 1               | 1                | 1                 | 3     |
| 4.    | Países Baixos  | 1               | 1                | 1                 | 3     |
| 6.    | Estónia        | 1               | 0                | 0                 | 1     |
| 7.    | Alemanha       | 0               | 5                | 1                 | 6     |
| 8.    | Rússia         | 0               | 2                | 3                 | 5     |
| 9.    | Argentina      | 0               | 2                | 0                 | 2     |
| 10.   | Suíça          | 0               | 1                | 1                 | 2     |
| 11.   | Noruega        | 0               | 1                | 0                 | 1     |
| 12.   | Áustria        | 0               | 0                | 1                 | 1     |